# Битва при Порто-Лонго
Битва при Сапиенце , также известная как битва при Понто-Лонго и битва при Зонглосе (итал. Battaglia di Sapienza, итал. Battaglia di Portolongo, (итал. Battaglia di Zonglos) — последняя крупная битва третьей венециано-генуэзской войны, состоявшаяся 4 ноября 1354 года недалеко от греческого острова Сапьендза.

## Предыстория
В 1342 году между Генуей и Венецией при участии Византии было заключено перемирие, которое было нарушено примерно через 20 месяцев из-за занятия генуэзцами острова Хиос, разграбления венецианских островов Корчула и Хвар к югу от Адриатики и города Пореч в Истрии.

## Сражение
Битва произошла незадолго до зимней приостановки боевых операция на море 4 ноября 1354 года в небольшой бухте Порто-Лонго к юго-востоку от острова Сапьендза, расположенного к югу от Метони на побережье Месинии на Пелопоннесе. Андреа Нанетти следующим обрахом описывает место столкновения: «…узкое место около 300 метров, которое соединяет север с югом острова… в переписке с Портолонго, на восточном побережье острова, отличное естественное место для причала … доступ к которому осуществляется через скалу и островок под названием Боза … которые вместе препятствуют части доступа к заливу, делая его ещё более защищенным от опасностей моря; но делать это вместе однажды ещё опаснее из-за отсутствия путей отступления…»; поэтому можно распознавать места сражения и следить за его развитием.
Противостоящие силы насчитывали по 35 галер и меньших кораблей.
Венецианский адмирал Никколо Пизани применил оборонительную тактику, закрыв вход в бухту с помощью 20 скованных друг с другом галер, разместив оставшуюся часть флота внутри залива между берегом и заслоном. Оставив открытым морской коридор между последним сцеплённым венецианским кораблем и берегом, генуэзский адмирал Паганино Дориа распорядился, чтобы галера под командованием его племянника Джованни проникла в узкий проход, а за ней — последовали другие корабли. Это вызвало замешательство в венецианском строю, чья крайняя линия, ограниченная возвышенностью и внутренним заливом, не могла маневрировать из-за цепей.
Венеция потеряла захваченными 30 венецианских галер, 4 — 6 тыс. моряков и солдат убитыми и 6 тыс. пленными. Венецианские власти приписали поражение грубой небрежности руководства экспедиции, судили и приговорили «адмирала и нескольких младших командиров к различным взысканиям, за исключением оправданного Витторио Пизани», которы впоследствии командовал венецианским флотов в войне Кьоджи.

## Последствия
Сражение было самым кровопролитным эпизодом войны, закончившейся в основном из-за истощения противников, а не вмешательства Франческо Петрарки и братьев-правителей Милана Бернабо, Галеаццо II и Маттео II из дома Висконти Миланским миром июня 1355 г. По его итогу Венеция должна была выплатить Генуе контрибуцию 200 тыс. дукатов.
Поражение в этом сражении и войне считается одной из причин заговора Фальера.